# Congiopodus peruvianus
Congiopodus peruvianus, conocido en Chile como chanchito, es una especie de pez del género Congiopodus, familia Congiopodidae. Fue descrita científicamente por Cuvier en 1829.
Se distribuye por el Pacífico y Atlántico Sudoeste. La longitud estándar (SL) es de 27,2 centímetros. Está clasificada como una especie marina inofensiva para el ser humano.